# Hyaloplaga pulchralis
Hyaloplaga pulchralis är en fjärilsart som beskrevs av Moore 1867. Hyaloplaga pulchralis ingår i släktet Hyaloplaga och familjen Crambidae. Inga underarter finns listade i Catalogue of Life.